# Ophiomastix corallicola
Ophiomastix corallicola är en ormstjärneart som beskrevs av Hubert Lyman Clark 1915. Ophiomastix corallicola ingår i släktet Ophiomastix och familjen Ophiocomidae. Inga underarter finns listade i Catalogue of Life.